# Bunuri mobile din domeniul știință și tehnică clasate în patrimoniul cultural național al României aflate în județul Caraș-Severin
Acestă listă conține bunurile mobile din domeniul știință și tehnică clasate în Patrimoniul cultural național al României aflate la momentul clasării în județul Caraș-Severin.

## Tezaur
| Foto | Informații generale                       | Detalii tehnice | Descriere | Deținător                                                     | Legături |
| ---- | ----------------------------------------- | --- | --- | ------------------------------------------------------------- | -------- |
|      | Locomotivă cu aburi                       | Datare: 1872 Școală: Uzina Metalurgică Reșița Dimensiuni: L=4,43 m; G=11,5 t; V=25 km/h Material: oțel, fontă, alamă, turnare, matrițare, forjare și prelucrări prin așchiere | Locomotivă cu abur pentru cale îngustă 948 mm seria 52 RESCIZA tip Bt-n2. Număr de fabricație: 1/1872.           | Fundația Uzinele de Fier și Domeniile Reșița (U.D.R.), Reșița | Cimec    |
|      | Locomotivă cu aburi Autor: MAV Budapesta  | Datare: 1900 Dimensiuni: L=8,86 m; G=40,25 t; V=30 km/h Material: oțel, fontă, alamă, turnare, matrițare, forjare și prelucrări prin așchiere                                 | Locomotivă cu abur pentru cale normală seria CFU28 (ex. CFR 475.028) tip Dt-n2v. Număr de fabricație: 1486/1900. | Fundația Uzinele de Fier și Domeniile Reșița (U.D.R.), Reșița | Cimec    |
|      | Locomotivă cu aburi Autor: St.E.G., Viena | Datare: 1917 Dimensiuni: L=6,2 m; G=20 t; V=30 km/h Material: oțel, fontă, alamă, turnare, forjare și prelucrări prin așchiere                                                | Locomotivă cu abur pentru ecartament îngust 760 mm, seria 704.209, nr. fabricație: 4227/1917.                    | Fundația Uzinele de Fier și Domeniile Reșița (U.D.R.), Reșița | Cimec    |
|      | Locomotivă cu aburi Autor: St.E.G., Viena | Datare: 1921 Dimensiuni: L=17,28 m; G=69,4 t; V=50 km/h Material: oțel, fontă, alamă, turnare, forjare și prelucrări prin așchiere                                            | Locomotivă cu abur pentru ecartament normal, seria 50.025, nr. fabricație: 4207/1921.                            | Fundația Uzinele de Fier și Domeniile Reșița (U.D.R.), Reșița | Cimec    |
|      | Locomotivă cu aburi                       | Datare: 1925 Școală: Uzina Metalurgică Reșița Dimensiuni: L=6,8 m; G=18 t; V=30 km/h Material: oțel, fontă, alamă, turnare, matrițare, forjare și prelucrări prin așchiere    | Locomotivă cu abur pentru cale îngustă 760 mm, seria 704.402 „Principesa Elena”, nr. fabricație: 2/1925.         | Fundația Uzinele de Fier și Domeniile Reșița (U.D.R.), Reșița | Cimec    |
|      | Locomotivă cu aburi                       | Datare: 1939 Școală: Uzina Metalurgică Reșița Dimensiuni: L=23,5 m; G=123,5 t; V=110 km/h Material: oțel, fontă, alamă, turnare, forjare și prelucrări prin așchiere          | Locomotivă cu abur pentru ecartament normal, seria 142.072, nr. fabricație: 482/1939.                            | Fundația Uzinele de Fier și Domeniile Reșița (U.D.R.), Reșița | Cimec    |
|      | Locomotivă cu aburi                       | Datare: 1940 Școală: Uzina Metalurgică Reșița Dimensiuni: L=11,87 m; G=61,6 t; V=65 km/h Material: oțel, fontă, alamă, turnare, forjare și prelucrări prin așchiere           | Locomotivă cu abur pentru ecartament normal, seria 131.003, nr. fabricație: 554/1940.                            | Fundația Uzinele de Fier și Domeniile Reșița (U.D.R.), Reșița | Cimec    |
|      | Locomotivă cu aburi                       | Datare: 1944 Școală: Uzina Metalurgică Reșița Dimensiuni: L=6,58 m; V=30 km/h Material: oțel, fontă, alamă, turnare, forjare și prelucrări prin așchiere                      | Locomotivă cu abur pentru ecartament îngust 760 mm, seria 704.404, nr. fabricație: 667/1944.                     | Fundația Uzinele de Fier și Domeniile Reșița (U.D.R.), Reșița | Cimec    |
|      | Locomotivă cu aburi                       | Datare: 1952 Școală: Uzina Metalurgică Reșița Dimensiuni: L=7,1 m; V=30 km/h Material: oțel, fontă, alamă, turnare, forjare și prelucrări prin așchiere                       | Locomotivă cu abur pentru ecartament îngust 760 mm, seria 764.001, nr. fabricație: 1312/1952.                    | Fundația Uzinele de Fier și Domeniile Reșița (U.D.R.), Reșița | Cimec    |
|      | Locomotivă cu aburi                       | Datare: 1952 Școală: Sovrometal Reșița Dimensiuni: L=10,21 m; V=30 km/h Material: oțel, fontă, alamă, turnare, forjare și prelucrări prin așchiere                            | Locomotivă cu abur pentru ecartament normal, seria CFU29, nr. fabricație: 1252/1952.                             | Fundația Uzinele de Fier și Domeniile Reșița (U.D.R.), Reșița | Cimec    |
|      | Locomotivă cu aburi                       | Datare: 1952 Școală: Sovrometal Reșița Dimensiuni: L=7,10 m; V=40 km/h Material: oțel, fontă, alamă, turnare, forjare și prelucrări prin așchiere                             | Locomotivă cu abur pentru ecartament îngust 760 mm, seria 764.103, nr. fabricație: 1314/1952.                    | Fundația Uzinele de Fier și Domeniile Reșița (U.D.R.), Reșița | Cimec    |
|      | Locomotivă cu aburi                       | Datare: 1954 Școală: Combinatul Metalurgic Reșița Dimensiuni: L=9,4 m; V=40 km/h Material: oțel, fontă, alamă, turnare, forjare și prelucrări prin așchiere                   | Locomotivă cu abur pentru ecartament normal, seria CFU14, nr. fabricație: 1635/1954.                             | Fundația Uzinele de Fier și Domeniile Reșița (U.D.R.), Reșița | Cimec    |
|      | Locomotivă cu aburi                       | Datare: 1955 Școală: Combinatul Metalurgic Reșița Dimensiuni: L=22,24 m; G=86,85 t; V=80 km/h Material: oțel, fontă, alamă, turnare, forjare și prelucrări prin așchiere      | Locomotivă cu abur pentru ecartament normal, seria 150.038, nr. fabricație: 723/1955.                            | Fundația Uzinele de Fier și Domeniile Reșița (U.D.R.), Reșița | Cimec    |
|      | Locomotivă cu aburi                       | Datare: 1959 Școală: Combinatul Metalurgic Reșița Dimensiuni: L=7,1 m; V=30 km/h Material: oțel, fontă, alamă, turnare, forjare și prelucrări prin așchiere                   | Locomotivă cu abur pentru ecartament îngust 760 mm, seria 764.493, nr. fabricație: 3057/1959.                    | Fundația Uzinele de Fier și Domeniile Reșița (U.D.R.), Reșița | Cimec    |
|      | Locomotivă cu aburi                       | Datare: 1932 Școală: U.D.R. Reșița Dimensiuni: L=18,592 m; G=77,7 t; V=100 km/h Material: oțel, fontă, alamă, turnare, forjare și prelucrări prin așchiere                    | Locomotivă cu abur pentru ecartament normal, seria 230.128, nr. fabricație: 193/1932.                            | Fundația Uzinele de Fier și Domeniile Reșița (U.D.R.), Reșița | Cimec    |
|      | Locomotivă cu aburi                       | Datare: 1930 Școală: U.D.R. Reșița Dimensiuni: L=18,937 m; G=74,87 t; V=60 km/h Material: oțel, fontă, alamă, turnare, forjare și prelucrări prin așchiere                    | Locomotivă cu abur pentru ecartament normal, seria 50.378, nr. fabricație: 99/1930.                              | Fundația Uzinele de Fier și Domeniile Reșița (U.D.R.), Reșița | Cimec    |